# Liste der Langlaufloipen in den Niederlanden
Die folgende Liste enthält die Langlaufloipen in den Niederlanden. Aufgrund der unsicheren Schneeverhältnisse können die Schneeloipen nicht jeden Winter präpariert werden. Daher gibt es in den Niederlanden auch drei Kunststoffloipen.
| Langlaufgebiet                   | Gemeinde            | Loipentyp       | Kilometer |
| -------------------------------- | ------------------- | --------------- | --------- |
| Posbank                          | Rheden              | Schneeloipe     |           |
| Ginkelse Heide                   | Ede                 | Schneeloipe     |           |
| Nationalpark Sallandse Heuvelrug | Hellendoorn         | Schneeloipe     | 5         |
| Nationalpark Utrechtse Heuvelrug | Utrechtse Heuvelrug | Schneeloipe     |           |
| Gouda                            | Gouda               | Kunststoffloipe | 0,8       |
| Bedafse Bergen                   | Uden                | Kunststoffloipe | 0,7       |
| Il Primo                         | Bergen              | Kunststoffloipe | 1,1       |